# YAT Anshin! Uchū Ryokō
YAT Anshin! Uchū Ryokō (YAT安心！宇宙旅行?) è un anime prodotto da Group TAC, apparso sulla TV giapponese NHK dal 1996 a settembre 1997, dove il successo della prima ha portato alla creazione di una seconda serie trasmessa nel 1998. In Italia, entrambe le serie sono rimaste inedite.

## Trama
La serie è ambientata in un futuro 5808 dove si effettuano dei viaggi nei tunnel dimensionali per raggiungere pianeti lontani con astronavi. Gorō Hoshiwatari è un viaggiatore spaziale in cerca di suo padre perduto nell'oscurità e l'unico ricordo che ha di lui è una vecchia fotografia. Per finanziare le sue ricerche si affida ad un gruppo chiamato "YAT" che organizza dei tour in diversi pianeti.

## Personaggi
- Gorō Hoshiwatari (星渡ゴロー?, Hoshiwatari Gorō)
- Katsura Tenjōin (天上院桂?, Tenjōin Katsura)
- Kaoru Yamamoto (ヤマモトカオル?, Yamamoto Kaoru)

### L'incidente
Il 29 marzo 1997, venne trasmessa la 25ª puntata dell'anime che conteneva una scena dove apparivano dei flash continui bianche e rossi che causarono dei danni a 4 ragazzi che subito furono portati in un ospedale. Dopo il Pokémon shock notarono l'assomiglianza dei due casi.

## Sigle

### Prima serie
Sigla iniziale
- HEAVEN

Cantata da: HIM
Sigla finale
- Dame~yo!Dame~yo!Dame~yo! (だめよ!だめよ!だめよ!!?)  (1-25)

Cantata da: Hekiru Shiina
- MOON LIGHT  (26-50)

Cantata da: Hekiru Shiina

### Seconda serie
Sigla iniziale
- Evārasutingu - Rūpu (エヴァーラスティング・ループ?, lit.Everlasting Loop)

Cantata da: Supersonic Float
Sigla finale
- Jun (純?)  (1-25)

Cantata da: Hekiru Shiina